# Hyphus aurantiacus
Hyphus aurantiacus là một loài bọ cánh cứng trong họ Cerambycidae.